# داخل الإسلام (فلم)
داخل الإسلام هو فلم وثائقي من إنتاج قناة التاريخ يتحدث عن تاريخ الإسلام وتحدياته الحديثة بما في ذلك أزمة السلطة والانقسامات الكبيرة بين العديد من طوائفه. وهو يصور الإسلام كدين مسالم، مع العديد من أوجه التشابه مع اليهودية والمسيحية، ويزعم أن السبب الرئيس وراء خوف الناس من الإسلام هم الأصوليون وتحديدًا السلفيون الجهاديون في الطائفة السنية، ويدعو لمعرفة المسلمين حقيقة. ويناقش الكتاب أيضًا النبي محمد وخلافاته مع قبيلته التي رفضت دينه التوحيدي وحركة أمة الإسلام الأمريكية والصراع العربي الإسرائيلي. تم بثه لأول مرة في 4 أيلول 2002 م.
عُرض أيضًا على ويلث تي في [الإنجليزية]
.

## طالع أيضًا
- قائمة الأفلام الإسلامية

## روابط خارجية
- داخل الإسلام - قناة التاريخ - يوتيوب